# 翼宿五
翼宿五（長蛇座ν），又名BD-15 3138，HD 93813、SAO 156256、HR 4232，是長蛇座的一颗恒星，视星等为3.11，位于銀經265.05，銀緯37.56，其B1900.0坐标为赤經10h 44m 41.4s，赤緯-15° 37.56′ 13″。